# Thank You for Your Service
Thank You for Your Service (titulada Gracias por tu servicio en Hispanoamérica y Deber cumplido en España) es una película biográfica estadounidense de drama y guerra dirigida por Jason Hall en su debut. Está basada en el libro homónimo escrito por David Finkel en 2013. Su trama sigue a un grupo de soldados estadounidenses que deben adaptarse a la vida civil y lidiar con el trastorno por estrés postraumático (TEPT) tras regresar de un despliegue de 15 meses en Irak. La película es protagonizada por Miles Teller, Haley Bennett, Beulah Koale, Joe Cole, Amy Schumer y Scott Haze. Estrenó en el Festival de Cine de Heartland el 15 de octubre de 2017 y posteriormente fue lanzada en los cines de Estados Unidos el 27 de octubre del mismo año bajo la distribución de Universal Pictures.
La película tuvo buena respuesta por parte de la crítica, quienes alabaron la tensión y las actuaciones, especialmente las de Teller, Bennett y Koale. En el sitio Rotten Tomatoes tuvo una aprobación del 77%, mientras que en Metacritic sumó 68 puntos de 100. Sin embargo, no tuvo tan buen rendimiento en taquilla, recaudando solo 10 millones de dólares, apenas la mitad de su coste de producción.

## Reparto
- Miles Teller como Adam Schumann.
- Haley Bennett como Saskia Schumann.
- Joe Cole como Billy Waller.
- Amy Schumer como Amanda Doster.
- Beulah Koale como Tausolo Aieti.
- Scott Haze como Michael Adam Emory.
- Keisha Castle-Hughes como Alea Aieti.
- Omar Dorsey como Dante.
- Brad Beyer como James Doster.
- Jake Weber como Plymouth.
- Erin Darke como Tracey.
- Sean P Mcgoldrick como Chris Kyle Jr.
- David Morse como Fred Gusman.
- Kate Lyn Sheil como Bell.

## Producción
En marzo de 2012, DreamWorks Pictures anunció que había adquirido los derechos del libro Thank You for Your Service de David Finkel, el cual aún estaba próximo a lanzarse. Steven Spielberg había confirmado que sería el director de la adaptación, con un guion escrito por Jason Hall, quien recientemente había escrito el guion de American Sniper (2014). Sin embargo, el 30 de junio de 2015, The Hollywood Reporter informó que Hall reemplazaría a Spielberg como director, por lo que haría su debut en dicha área. En agosto de ese año, Miles Teller fue contratado para el papel principal y en los meses siguientes se incorporaron al elenco Haley Bennett y Beulah Koale. Entre enero y febrero de 2016, se fueron uniendo Scott Haze, Joe Cole, Amy Schumer, Keisha Castle-Hughes, Brad Beyer y Omar Dorsey.
El rodaje de la película inició el 9 de febrero de 2016 en Atlanta y concluyó en abril del mismo año.

## Estreno
Thank You for Your Service estrenó el 15 de octubre de 2017 en el Festival de Cine de Heartland, celebrado en Indianápolis. Posteriormente fue lanzada en los cines de Estados Unidos el 27 de octubre de 2017 bajo la distribución de Universal Pictures. DreamWorks Pictures y AMC Theatres regalaron cerca de 10 mil entradas gratis para la película a distintos miembros del ejército de Estados Unidos.

## Recepción

### Recibimiento comercial
Thank You for Your Service recaudó 9 995 692 USD, divididos en 9 536 300 en los Estados Unidos y 459 392 en el resto del mundo.

### Comentarios de la crítica
Thank You for Your Service recibió buenos comentarios por parte de la crítica. En el sitio Rotten Tomatoes tuvo un índice de aprobación del 77% basado en 114 reseñas profesionales, con lo que recibió el certificado de «fresco». El consenso del sitio fue: «Thank You for Your Service ofrece una seria y poderosamente actuada (y a veces incompleta) mirada a los soldados que lidian con el horrible impacto emocional de la guerra». En Metacritic sumó 68 puntos de 100 basado en 34 reseñas profesionales, denotando «críticas mayormente positivas».